# Gosford Park
Gosford Park (conocida como Muerte a la medianoche en Hispanoamérica y Crimen de medianoche en Argentina) es una película realizada en el año 2001 por Robert Altman. El guion fue escrito por Julian Fellowes, basándose en una idea del propio Altman y de Bob Balaban. Está interpretada por un reparto coral que incluye a Michael Gambon, Maggie Smith, Helen Mirren, Kristin Scott Thomas, Jeremy Northam, Bob Balaban, Ryan Phillippe, Stephen Fry, Kelly Macdonald, Clive Owen, Eileen Atkins, Emily Watson, Camilla Rutherford, Tom Hollander, Alan Bates, Derek Jacobi y Richard E. Grant.
La historia está ambientada en una mansión de la campiña inglesa durante un fin de semana del año 1932. Un grupo de personas de la alta sociedad británica y dos invitados estadounidenses (acompañados todos por sus criados) se reúnen en la casa de Sir William McCordle para una cacería de fin de semana de faisanes. Durante la segunda noche ocurre un asesinato. A partir de este hecho se desarrolla una historia que combina elementos de la novela de asesinatos (al estilo de Agatha Christie) con la crítica a la alta sociedad.
El objetivo central de la película es mostrar el sistema de clases británico durante los años 30. En ese aspecto, Gosford Park sigue la tradición de la película La regla del juego (Jean Renoir, 1939), así como de la serie de televisión de los años 70 Arriba y abajo. En la película aparecen muchas historias entrecruzándose que muestran las complejas relaciones entre los personajes, tanto entre los de arriba (los invitados nobles) como entre los de abajo (los criados), e, incluso, entre ambos grupos. Por ejemplo, la película muestra una sutil mirada a la moralidad sexual durante los años 30, así como también toca el tema de la homosexualidad, e incluso menciona la decadencia del Imperio británico y la desaparición del sistema de clases. Aunque la trama de la película es ficticia, el personaje de Ivor Novello está basado en un actor del mismo nombre.
El elenco se destaca por presentar a dos Caballeros (Michael Gambon y Derek Jacobi) y dos Damas (Maggie Smith y Eileen Atkins). Otros tres miembros del elenco (Alan Bates, Helen Mirren y Kristin Scott Thomas) fueron elevados más tarde a ese estado. 
La escena de tiro al faisán es un homenaje a la película La regla del juego (1939).
Cita: Té a las cuatro. Cena a las ocho. Asesinato a medianoche.

## Argumento
Constance, condesa de Trentham, y su doncella Mary Maceachran, viajan a Gosford Park durante el fin de semana. En el camino, se encuentran con el actor Ivor Novello, el productor de cine Morris Weissman y el criado de Weissman, Henry Denton. En la casa, son recibidos por Sir William McCordle, Lady Sylvia McCordle y su hija, Isobel. Los otros huéspedes son hermanas de Lady Sylvia, Louisa, Lady Stockbridge y Lady Lavinia Meredith y sus maridos, Raymond, Lord Stockbridge y el comandante Anthony Meredith, respectivamente. También asisten Freddie Nesbitt , su esposa Mabel, el pretendiente de Isobel, Lord Rupert Standish, y su amigo Jeremy Blond, que llegan algo más tarde que los demás.
El comandante Meredith planea un negocio con el ejército en África y lo comenta con Sir William, quien le revela que piensa retirarse de esa empresa. Sir William también tiene la intención de dejar de pagar el subsidio a Lady Trentham. Mary y el valet de Lord Stockbridge, Parks , se sienten atraídos el uno al otro. Denton pregunta acerca de la vida del personal de servicio y Parks revela que él fue criado en un orfanato. Denton se encuentra a Lady Sylvia y, durante la noche, se va a su cuarto. Isobel pide a la doncella Elsie que insista a Sir William para que dé un puesto de trabajo a Freddie –se encuentra en bancarrota–, quien chantajea a Isobel por su aventura y el subsiguiente aborto. Freddie maltrata a Mabel, con quien se casó por dinero –sobreestimando su riqueza–, mientras que Rupert corteja a Isobel.
Cuando los hombres van a cazar faisanes a la mañana siguiente, un disparo perdido roza la oreja de Sir William. El comandante Meredith vuelve a rogar a Sir William que apoye su negocio pero Sir William se retira del plan comercial de Meredith, dejando al comandante arruinado financieramente.
Durante la cena, Lady Sylvia reprocha a Sir William ser un especulador durante la Primera Guerra Mundial; la doncella que está sirviendo la cena, Elsie (Emily Watson), le defiende, exponiendo inadvertidamente su relación. Elsie sale de la habitación deshonrada mientras Sir William se dirige abruptamente a la biblioteca. Allí, el ama de llaves, la señora Wilson, le sirve un café que rehúsa de malas maneras, para exigir whisky, que le sirve tranquilamente a pesar de sus hoscos modales. Lady Sylvia pide al Sr. Novello que toque el piano y cante para entretener a los invitados; el servicio escucha también. George (Richard E. Grant, primer lacayo), Parks, el Sr. Nesbitt y el comandante Meredith desaparecen y un desconocido va a la biblioteca y apuñala a Sir William. El comandante Meredith y el Sr. Nesbitt no ofrecen una explicación de su desaparición, mientras que George fue a buscar la leche por el servicio de café y Parks fue a buscar bolsas de agua caliente. Lady Stockbridge va a la biblioteca y sus gritos atraen a todos hasta allí.
El inspector Thomson y el agente Dexter llegan para investigar el asesinato. Dexter sugiere que Sir William ya estaba muerto cuando fue apuñalado. Denton confiesa al mayordomo Jennings que no es un ayuda de cámara, sino un actor estadounidense preparándose para un papel en una película. Barnes escucha al comandante Meredith decirle a Lady Lavinia que la muerte de Sir William ha sido una suerte para ellos, ya que la inversión se mantiene. Barnes se lo cuenta al inspector Thomson, quien interroga a Meredith.
La cocinera en jefe, Sra. Croft, cuenta a la criada, Bertha, y otro personal de cocina, que Sir William era conocido por seducir a las mujeres que trabajan en sus fábricas. Si una mujer quedaba embarazada, Sir William ofrecía dos opciones: quedarse con el bebé y perder su trabajo, o dar al bebé en adopción y mantener su trabajo; se les dijo que las adopciones estaban pactadas con buenas familias. En realidad, Sir William pagó al orfanato para que se quedara con los niños. Mary va a la habitación de Parks y le dice que sabe que él es el asesino. Parks le cuenta cómo descubrió que Sir William era su padre, entró en el servicio y trató de obtener un empleo con alguien de su círculo. Parks confiesa a Mary que no envenenó a Sir William y Mary queda aliviada porque Parks sólo apuñaló el cadáver.
Mary escucha a Lady Sylvia y Lady Trentham comentando la vieja enemistad entre la Sra. Croft y la señora Wilson. Lady Sylvia cree que la tensión entre ellas radica en el hecho de que la señora Wilson ahora está en una categoría más alta que la Sra. Croft. Lady Trentham pregunta si la Sra. Wilson nunca se casó y Lady Sylvia responde que su nombre era una vez Parks o Parker. Mary va a la Sra. Wilson y la anciana ama de llaves confiesa que fue ella quien envenenó a Sir William con el fin de proteger a su hijo, ya que sabía que Parks estaba allí para matar a Sir William. También revela que ella y la Sra. Croft son hermanas. Después de hablar con Dorothy, la señora Wilson se va a su habitación y es consolada por la Sra. Croft. Los invitados se van y Lady Sylvia entra en Gosford Park, mientras que Jennings cierra la puerta.

## Intérpretes
| - Sir Michael Gambon - Sir William McCordle - Dame Maggie Smith - Constance, Condesa de Trentham - Dame Helen Mirren - Mrs Wilson - Dame Kristin Scott Thomas - Lady Sylvia McCordle - Jeremy Northam - Ivor Novello - Bob Balaban - Morris Weissman - Sir Alan Bates - Jennings - Richard E. Grant - George - Dame Eileen Atkins - Mrs Croft - Emily Watson - Elsie - Stephen Fry - Inspector Thompson - Kelly Macdonald - Mary Maceachran - Clive Owen - Robert Parks - Ryan Phillippe - Henry Denton | - Tom Hollander - Teniente-Comandante Anthony Meredith - Geraldine Somerville - Louisa, Lady Stockbridge - Charles Dance - Raymond, Lord Stockbridge - Sophie Thompson - Dorothy - Meg Wynn Owen - Lewis - Sir Derek Jacobi - Probert - James Wilby - Freddie Nesbitt - Camilla Rutherford - Isobel McCordle - Claudie Blakley - Mabel Nesbitt - Natasha Wightman - Lady Lavinia Meredith - Teresa Churcher - Bertha - Jeremy Swift - Arthur - Ron Webster - Policía Dexter |

## Producción
En 1999, Bob Balaban le preguntó a Robert Altman si había algo que pudieran desarrollar juntos, y Altman sugirió una novela policíaca. Altman quería crear un misterio de asesinato en una casa de campo al estilo de Agatha Christie que explorara esa forma de vida. Llamó a la película una "situación clásica: todos los sospechosos bajo un mismo techo". Altman también se inspiró en las películas de la década de 1930, Las reglas del juego y Charlie Chan en Londres. Altman eligió al actor y escritor británico Julian Fellowes para escribir el guion, porque Fellowes sabía cómo funcionaban las casas rurales. Fellowes, que nunca antes había escrito un largometraje, recibió una llamada telefónica de Altman, quien le pidió que ideara algunos personajes e historias. A Fellowes se le dio un breve resumen de la película: "estaría ambientada en una casa rural en los años 30 y tendría un asesinato en algún lugar, pero que realmente fuera un examen de clase". Altman también quería que la película explorara los tres grupos de personas: la familia, los invitados y los sirvientes. Sobre la llamada, Fellowes dijo: "Durante todo el tiempo pensé que esto no podía estar sucediendo: un director de cine estadounidense llama por teléfono a un actor gordo y calvo de 50 años, pero trabajé como si fuera a suceder"
El título original de la película era El otro lado del tapiz, pero Altman pensó que era extraño. Fellowes comenzó a buscar en algunos libros y se le ocurrió Gosford Park.  Altman dijo: "A nadie le gustó, todos pelearon conmigo por eso. Pero cuando creas una imagen usando un nombre, ese es su nombre. No es un título apasionante. Pero entonces M*A*S*H tampoco lo era."
Fellowes dice que el guion "no fue un homenaje a Agatha Christie, sino una reelaboración de ese género". Fellowes fue acreditado no solo como el escritor de la película, sino también como asesor técnico, lo que significa que escribió partes de la película mientras se producía. Señala que en ciertas escenas grandes con muchos personajes, a los actores se les dejó espacio para improvisar.
Arthur Inch, el mayordomo jubilado de Sir Richard y Lady Kleinwort, fue el consultor sobre los procedimientos y arreglos correctos para cenar en el plató. Inch se acredita como "Mayordomo" inmediatamente antes que Altman como Director en los créditos finales. Ruth Mott fue la consultora de la cocina, y Violet Liddle de las sirvientas.

### Casting
En Gosford Park, como en muchas de sus otras películas, Altman tenía una lista de actores que tenía la intención de hacer actuar en la película antes de que comenzara el castingo concretamente. La directora de casting de la película fue Mary Selway, a quien el productor David Levy describió como conocedora de muchos actores británicos. Muy pocos actores a los que se les ofrecieron papeles faltaron en la película. Jude Law abandonó la producción justo antes de que comenzara el rodaje y fue reemplazado por Ryan Phillippe. Kenneth Branagh y Robert Bathurst estaban sujetos a otros proyectos. Alan Rickman, Joely Richardson y Judi Dench también fueron considerados para papeles en la película. El elenco se destaca por presentar dos caballeros (Michael Gambon y Derek Jacobi) y dos damas (Maggie Smith y Eileen Atkins). Otros tres miembros del elenco (Alan Bates, Helen Mirren y Kristin Scott Thomas) fueron posteriormente elevados a ese estatus.

### Rodaje y edición

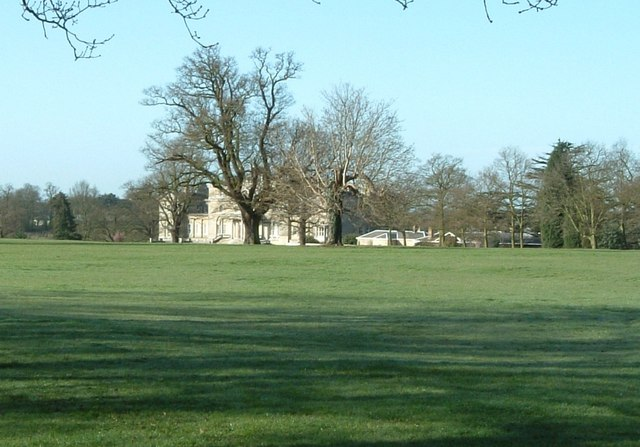
Wrotham Park, donde se filmaron las escenas al aire libre y en la planta baja de Gosford Park

El rodaje se llevó a cabo en Wrotham Park para los exteriores, la escalera, el comedor y el salón, y en Syon House para las habitaciones de arriba. La secuencia de apertura fuera de la casa de Lady Trentham se rodó en Hall Barn, cerca de Beaconsfield, Buckinghamshire, cuyos terrenos también se utilizaron como escenario para el almuerzo después del rodaje. Se construyeron escenarios de sonido para filmar las escenas del área de la planta baja de la mansión. Shepperton Studios se utilizó para filmaciones fuera de localización.
La película fue filmada con dos cámaras, ambas moviéndose perpetuamente en direcciones opuestas. Las cámaras no apuntaban hacia ningún área específica, con la intención de hacer que la audiencia moviera los ojos a lo largo de la escena. Altman señala que la mayoría del elenco de la película tenía experiencia en teatro y cine, lo que significa que habían actuado en situaciones en las que la vista de la audiencia no está en un actor específico, y cada miembro de la audiencia ve una imagen ligeramente diferente de los actores en el escenario.  Richard E. Grant comentó que tener dos cámaras moviéndose al mismo tiempo significaba que ninguno de los actores sabía cuándo las cámaras lo enfocaban. Como resultado, los actores tenían que mantenerse "completamente en el personaje, completamente en el momento, e interactuar con todos de una manera que se sintiera lo más cercana a la vida real". Andrew Dunn, el director de fotografía de la película, apreció la naturaleza cooperativa del proceso de rodaje de Gosford Park. Filmó la obra en película Kodak Vision Expression 500T generalmente con dos cámaras Panavision, utilizando iluminación que iba desde velas relativamente tenues hasta lámparas de yoduro de arco medio de hidrargiro brillante. El editor Tim Squyres describió el proceso de edición en Gosford Park como inusual, ya que las cámaras duales utilizadas generalmente estaban ubicadas en las mismas áreas durante la filmación, en lugar del método más estándar de configurar una escena directamente.

### Banda sonora
Patrick Doyle compuso la banda sonora de la película. Doyle dijo que le puede llevar hasta seis meses crear la banda sonora de una película, pero Altman le pidió que escribiera y compusiera la música para Gosford Park en menos de cinco semanas. Doyle grabó la banda sonora en los estudios de grabación Air-Edel de Londres en octubre de 2001. La banda sonora también incluye seis canciones originales del compositor y dramaturgo Ivor Novello. Jeremy Northam, que interpreta a Novello, canta todas las canciones y su hermano, Christopher, lo acompaña al piano. La banda sonora fue lanzada el 15 de enero de 2002.

## Temas
La película es un estudio del sistema de clases británico durante la década de 1930. Stephen Fry, el inspector Thompson dice en la película, que muestra la dependencia de la clase alta de una clase servidora.  También se exploran una serie de temas secundarios. Por ejemplo, la obra da una mirada sutil a las costumbres sexuales durante la década de 1930. Como está ambientada en 1932, entre las dos guerras mundiales, el guion de la película explora el impacto de la Primera Guerra Mundial. Menciona el declive del Imperio británico y del sistema de la nobleza. Escribiendo para PopMatters, Cynthia Fuchs describió las apariencias superficiales, en lugar de las relaciones interpersonales complejas, como tema de la película.
El crítico de Salon.com, Steven Johnson, observa un renacimiento del estilo de misterio de la casa solariega, popularizado por los escritos de Agatha Christie, en el guion de Gosford Park. Lo llamó una mezcla entre este estilo literario y el de la novela del siglo XIX. Bob Balaban, actor y productor de Gosford Park, dice que la idea de crear un misterio de asesinato contado por los sirvientes de la mansión fue interesante para él y Altman.
Los temas de la película fueron recogidos e integrados en la serie Downton Abbey de Julian Fellowes. Maggie Smith protagonizó nuevamente su papel de condesa viuda, esta vez su título no era Trentham sino Grantham; la familia está relacionada con el marqués (en lugar del conde) de Flintshire.

## Recepción

### Taquilla
En su primer fin de semana de lanzamiento limitado, la película recaudó $ 241,219, alcanzando el puesto 23 en la taquilla ese fin de semana. En su lanzamiento amplio, recaudó $ 3,395,759; al final de su carrera el 6 de junio de 2002, Gosford Park recaudó $ 41,308,615 en la taquilla nacional y un total mundial de $ 87,754,044.  Con ese total final, Gosford Park se convirtió en la segunda película más exitosa de Altman en la taquilla después de su película de 1970 M*A*S*H.

### Crítica
El agregador de reseñas Rotten Tomatoes informa que el 87% de 161 críticos le dieron a la película una reseña positiva, con una calificación promedio de 7.6/10. El consenso de los críticos del sitio dice: "Una mezcla de Upstairs, Downstairs, Cluedo , y comentarios sociales perspicaces, Gosford Park se encuentra entre los mejores del director Altman". Metacritic asignó a la película una puntuación media ponderada de 90 sobre 100, basada en 34 críticos, lo que indica "aclamación universal".
Roger Ebert le otorgó cuatro de cuatro estrellas y describió la historia como "un logro tan alegre y audaz que merece una comparación con sus mejores películas [de Robert Altman]". Ebert señaló específicamente una cualidad de la película que comparten muchas películas de Altman: un enfoque en el personaje en lugar de la trama. Emanuel Levy le dio a Gosford Park una calificación de A menos, describiendo uno de sus temas como "iluminar una sociedad y una forma de vida al borde de la extinción", colocando el escenario de entreguerras como una parte integral del estudio de clase de la película. Sin embargo, señala que debido a que Altman es un observador independiente de la sociedad que retrata en la película, no tiene las cualidades mordaces de sus comentarios sociales anteriores, como Short Cuts, ambientada en el país de origen del director, Estados Unidos. Jonathan Rosenbaum en el Chicago Reader la llamó una obra maestra.
La cinematografía de Gosford Park fue el foco de atención de varios críticos. Paul Clinton, de CNN, elogió el trabajo de cámara de Andrew Dunn y lo describió como "exuberante y rico; la cámara se desliza arriba y abajo de las escaleras de la gran propiedad, el estilo de época está bellamente elaborado". Ed González, de la publicación en línea Slant Magazine, escribe que "la cámara de Altman es la estrella de Gosford Park " y que la cinematografía de la película se utiliza como ayuda para la narración. Michael Phillips colocó a Gosford Park en el número nueve de su lista de las mejores películas de la década. La película ocupó el puesto 82 en la lista de las mejores películas de la década de 2000 de la revista Slant.

## Premios

### Premios Óscar
| Año  | Categoría                            | Actor                     | Resultado |
| ---- | ------------------------------------ | ------------------------- | --------- |
| 2001 | Óscar a la mejor película            | Óscar a la mejor película | Candidato |
| 2001 | Óscar al mejor director              | Robert Altman             | Candidato |
| 2001 | Óscar a la mejor actriz de reparto   | Helen Mirren              | Candidata |
| 2001 | Óscar a la mejor actriz de reparto   | Maggie Smith              | Candidata |
| 2001 | Óscar al mejor guion original        | Julian Fellowes           | Ganador   |
| 2001 | Óscar al mejor diseño de vestuario   | Colleen Atwood            | Candidata |
| 2001 | Óscar a la mejor dirección artística | John Myhre                | Candidata |

### Premios BAFTA
| Año  | Categoría                                                      | Película                            | Resultado  |
| ---- | -------------------------------------------------------------- | ----------------------------------- | ---------- |
| 2001 | BAFTA a la mejor película británica                            | BAFTA a la mejor película británica | Ganadora   |
| 2001 | BAFTA al mejor director                                        | Robert Altman                       | Candidato  |
| 2001 | BAFTA al mejor director, guionista o productor británico novel | Julian Fellowes                     | Candidato  |
| 2001 | BAFTA a la mejor actriz de reparto                             | Maggie Smith                        | Candidata  |
| 2001 | BAFTA a la mejor actriz de reparto                             | Helen Mirren                        | Candidata  |
| 2001 | BAFTA al mejor guion original                                  | Julian Fellowes                     | Candidato  |
| 2001 | BAFTA al mejor diseño de producción                            | Stephen Altman                      | Candidato  |
| 2001 | BAFTA al mejor diseño de vestuario                             | Jenny Beavan                        | Ganadora   |
| 2001 | BAFTA al mejor maquillaje y peluquería                         | Sallie Jaye Jan Archibald           | Candidatos |

### Premios SAG
| Año  | Categoría                               | Película                    | Resultado |
| ---- | --------------------------------------- | --------------------------- | --------- |
| 2001 | Premio SAG al Mejor Reparto             | Premio SAG al Mejor Reparto | Ganadora  |
| 2001 | Premio SAG a la mejor actriz de reparto | Helen Mirren                | Ganadora  |